# Kokiborou
Kokiborou är ett arrondissement i kommunen Banikoara i Benin. Den hade 3 790 invånare år 2002.